# Улісес Франсіско Еспаят
Улісес Франсіско Еспаят Квіньйонес (9 лютого 1823–1878) — домініканський літератор і політик, президент країни 1876 року. Його іменем названо одну з провінцій Домініканської Республіки.

## Кар'єра
До вступу на посаду глави держави обіймав посади сенатора, члена нижньої палати парламенту, інспектора у Пуерто-Платі, а також члена провінційної ради Сантьяго.
Був запеклим противником анексії країни з боку Іспанії, через що був висланий з країни. Повернувся на батьківщину 1863 року. 1864 став віце-президентом.
За підтримки Грегоріо Луперона Еспаят виграв президентські вибори 24 березня 1876 року. Він дотримувався позицій політичного й економічного лібералізму. Тим не менше, він був змушений вийти у відставку у грудні того ж року через повстання на сході країни, перш ніж зміг реалізувати свої плани.